# Autoridade de Investimento do Catar
A Autoridade de Investimento do Catar (QIA, do inglês Qatar Investment Authority; e em árabe: جهاز قطر للاستثمار) é um fundo soberano do Catar. Fundado em 2005, o órgão é especializado em investimentos nacionais e estrangeiros e tem a missão de fortalecer e diversificar a economia do país, buscando minimizar a dependência econômica do Catar em relação aos preços do petróleo e gás natural no mercado mundial. O fundo investe predominantemente em mercados internacionais e, dentro do Catar, fora do setor energético.